# Marzio Bruseghin
Marzio Bruseghin (født 15. juni 1974) er en italiensk tidligere professionel landevejsrytter.
Marzio Bruseghins største sejr er på den hårde bjergenkeltstart, på den 13. etape af Giro d'Italia 2007. 